# Michael Pate
Michael Pate (Drummoyne, 26 febbraio 1920 – Gosford, 1º settembre 2008) è stato un attore e regista australiano.

## Biografia
Iniziò la sua carriera artistica come speaker della radio di stato australiana, prima di emigrare negli Stati Uniti e dedicarsi al cinema. Per la sua maschera incisiva e i suoi lineamenti marcati gli furono spesso attribuiti ruoli di antagonista e di villain. È ricordato in modo particolare per aver interpretato il capo Apache Victorio nel film Hondo (1954), accanto a John Wayne. Pate riprenderà successivamente lo stesso ruolo per la televisione nella serie Hondo, prodotta nel 1967.
Negli anni sessanta tornò in Australia ma continuò la sua carriera, tra televisione, cinema e teatro. Al 1979 risale la sua unica prova di regista con il film Tim - Un uomo da odiare (di cui curò anche la sceneggiatura), interpretato da Piper Laurie e dal giovane Mel Gibson, e tratto dall'omonimo romanzo di Colleen McCullough.

## Filmografia parziale

### Cinema

#### Attore
- Terra di giganti (Sons of Matthew), regia di Charles Chauvel (1950)
- La campana del convento (Thunder on the Hill), regia di Douglas Sirk (1951)
- I 10 della legione (Ten Tall Men), regia di Willis Goldbeck (1951)
- Alan, il conte nero (The Strange Door), regia di Joseph Pevney (1951)
- Uomini senza paura (Face to Face), regia di John Brahm, Bretaigne Windust (1952)
- Il mistero del castello nero (The Black Castle), regia di Nathan Juran (1952)
- Il drago verde (Target Hong Kong), regia di Fred F. Sears (1953)
- La marcia del disonore (Rogue's March), regia di Allan Davis (1953)
- Giulio Cesare (Julius Caesar), regia di Joseph L. Mankiewicz (1953)
- L'orfana senza sorriso (Scandal at Scourie), regia di Jean Negulesco (1953)
- Il labirinto (The Maze), regia di William Cameron Menzies (1953)
- I contrabbandieri del Kenia (The Royal African Rifles), regia di Lesley Selander (1953)
- Il mago Houdini (Houdini), regia di George Marshall (1953)
- I fratelli senza paura (All the Brothers Were Valiant), regia di Richard Thorpe (1953)
- El Alamein, regia di Fred F. Sears (1953)
- Hondo, regia di John Farrow (1954)
- Il segreto degli Incas (Secret of the Incas), regia di Jerry Hopper (1954)
- Riccardo Cuor di Leone (King Richard and the Crusaders), regia di David Butler (1954)
- Il calice d'argento (The Silver Chalice), regia di Victor Saville (1954)
- I senza Dio (A Lawless Street), regia di Joseph H. Lewis (1955)
- Il giullare del re (The Court Jester), regia di Melvin Frank e Norman Panama (1955)
- L'assassino è perduto (The Killer Is Loose), regia di Budd Boetticher (1956)
- Femmina ribelle (The Revolt of Mamie Stover), regia di Raoul Walsh (1956)
- Rappresaglia (Reprisal!), regia di George Sherman (1956)
- Congo (Congo Crossing), regia di Joseph Pevney (1956)
- 7º Cavalleria (7th Cavalry), regia di Joseph H. Lewis (1956)
- Qualcosa che vale (Something of Value), regia di Richard Brooks (1957)
- Petrolio rosso (The Oklahoman), regia di Francis D. Lyon (1957)
- I pionieri del West (The Tall Stranger), regia di Thomas Carr (1957)
- Giungla di spie (Hong Kong Confidential), regia di Edward L. Cahn (1958)
- L'oro della California (Westbound), regia di Budd Boetticher (1959)
- Verdi dimore (Green Mansions), regia di Mel Ferrer (1959)
- L'uomo senza corpo (Curse of the Undead), regia di Edward Dein (1959)
- La rivincita di Zorro (Zorro, the Avenger), regia di Charles Barton (1959)
- I draghi del West (Walk Like a Dragon), regia di James Clavell (1960)
- Tre contro tutti (Sergeants Three), regia di John Sturges (1962)
- La torre di Londra (Tower of London), regia di Roger Corman (1962)
- Il cavaliere della valle d'oro (California), regia di Hamil Petroff (1963)
- Tamburi d'Africa (Drums of Africa), regia di James B. Clark (1963)
- PT 109 - Posto di combattimento! (PT 109), regia di Leslie H. Martinson (1963)
- McLintock!, regia di Andrew V. McLaglen (1963)
- Compagnia di codardi? (Advance to the Rear), regia di George Marshall (1964)
- Sierra Charriba (Major Dundee), regia di Sam Peckinpah (1965)
- Un'idea per un delitto (Brainstorm), regia di William Conrad (1965)
- Il massacro dei Sioux (The Great Sioux Massacre), regia di Sidney Salkow (1965)
- Dominique (The Singing Nun), regia di Henry Koster (1966)
- Il ritorno del pistolero (Return of the Gunfighter), regia di James Neilson (1967)
- Braccato a vita (Mad Dog Morgan), regia di Philippe Mora (1976)
- Death of a Soldier, regia di Philippe Mora (1986)
- Howling III, regia di Philippe Mora (1987)

#### Regista
- Tim - Un uomo da odiare (Tim) (1979)

#### Sceneggiatore
- Tim - Un uomo da odiare (Tim), regia di Michael Pate (1979)

### Televisione
- Goodyear Theatre – serie TV, episodio 1x07 (1957)
- Climax! – serie TV, episodio 1x03 (1954)
- Wire Service – serie TV, episodio 1x20 (1957)
- Have Gun - Will Travel – serie TV, 3 episodi (1957-1962)
- Sugarfoot – serie TV, episodio 2x04 (1958)
- The Texan – serie TV, 2 episodi (1958-1960)
- Westinghouse Desilu Playhouse – serie TV, episodio 2x09 (1959)
- Ricercato vivo o morto (Wanted: Dead or Alive) – serie TV, episodi 1x31-1x35 (1959)
- Gli uomini della prateria (Rawhide) – serie TV, 5 episodi  (1959-1964)
- I detectives (The Detectives) – serie TV, episodio 1x14 (1960)
- Wichita Town – serie TV, episodio 1x25 (1960)
- Michael Shayne – serie TV episodio 1x08 (1960)
- Hawaiian Eye – serie TV, episodio 2x15 (1960)
- Lo sceriffo indiano (Law of the Plainsman) – serie TV, episodio 1x20 (1960)
- Men Into Space – serie TV, episodio 1x38 (1960)
- Avventure in paradiso (Adventures in Paradise) – serie TV, episodio 2x17 (1961)
- General Electric Theater – serie TV, episodio 9x19 (1961)
- Thriller – serie TV, episodio 1x25 (1961)
- Follow the Sun – serie TV, episodio 1x07 (1961)
- Ripcord – serie TV, episodio 1x32 (1962)
- Maverick – serie TV, episodio 4x23 (1961)
- Peter Gunn – serie TV, episodio 3x33 (1961)
- Indirizzo permanente (77 Sunset Strip) – serie TV, 2 episodi (1962)
- Dakota (The Dakotas) – serie TV, episodio 1x06 (1963)
- L'impareggiabile Glynis (Glynis) – serie TV, episodio 1x10 (1963)
- Il virginiano (The Virginian) – serie TV, 2 episodi (1963-1970)
- La legge del Far West (Temple Houston) – serie TV, episodio 1x23 (1964)
- Viaggio in fondo al mare (Voyage to the Bottom of the Sea) – serie TV, 3 episodi (1964-1968)
- La legge di Burke (Burke's Law) – serie TV, episodio 3x04 (1965)
- Get Smart – serie TV, episodio 1x10 (1965)
- Selvaggio west (The Wild Wild West) – serie TV, episodio 2x14 (1966)
- Honey West – serie TV, episodio 1x24 (1966)
- Daktari – serie TV, episodi 1x16-1x17 (1966)
- Kronos - Sfida al passato (The Time Tunnel) – serie TV, episodi 1x05-1x20 (1966-1967)
- I sentieri del west (The Road West) – serie TV, episodio 1x24 (1967)
- Tarzan – serie TV, episodi 1x26-2x01 (1967)
- Rango – serie TV, episodio 1x09 (1967)
- Maya – serie TV, episodio 1x15 (1968)

## Doppiatori italiani
Nelle versioni in italiano delle opere in cui ha recitato, Michael Pate è stato doppiato da:
- Renato Turi in Giulio Cesare, Femmina ribelle, L'uomo senza corpo, McLintock!
- Manlio Busoni in Hondo, Il giullare del re, PT 109 - Posto di combattimento!
- Bruno Persa ne Il calice d'argento, Congo
- Cesare Polacco ne Il segreto degli Incas
- Stefano Sibaldi in La campana del convento
- Mario Pisu ne Il mago Houdini
- Nino Pavese in Riccardo Cuor di Leone
- Gianfranco Bellini ne I senza Dio
- Sergio Tedesco in L'assassino è perduto
- Michele Gammino in Zorro
- Gigi Proietti ne Il ritorno del pistolero
- Francesco Pannofino in Zorro (ridoppiaggio)
- Luciano Marchitiello ne I senza Dio (ridoppiaggio)